# Садиба Суханових-Сумовських
50°54′20″ пн. ш. 34°47′41″ сх. д. / 50.90562° пн. ш. 34.79483° сх. д.

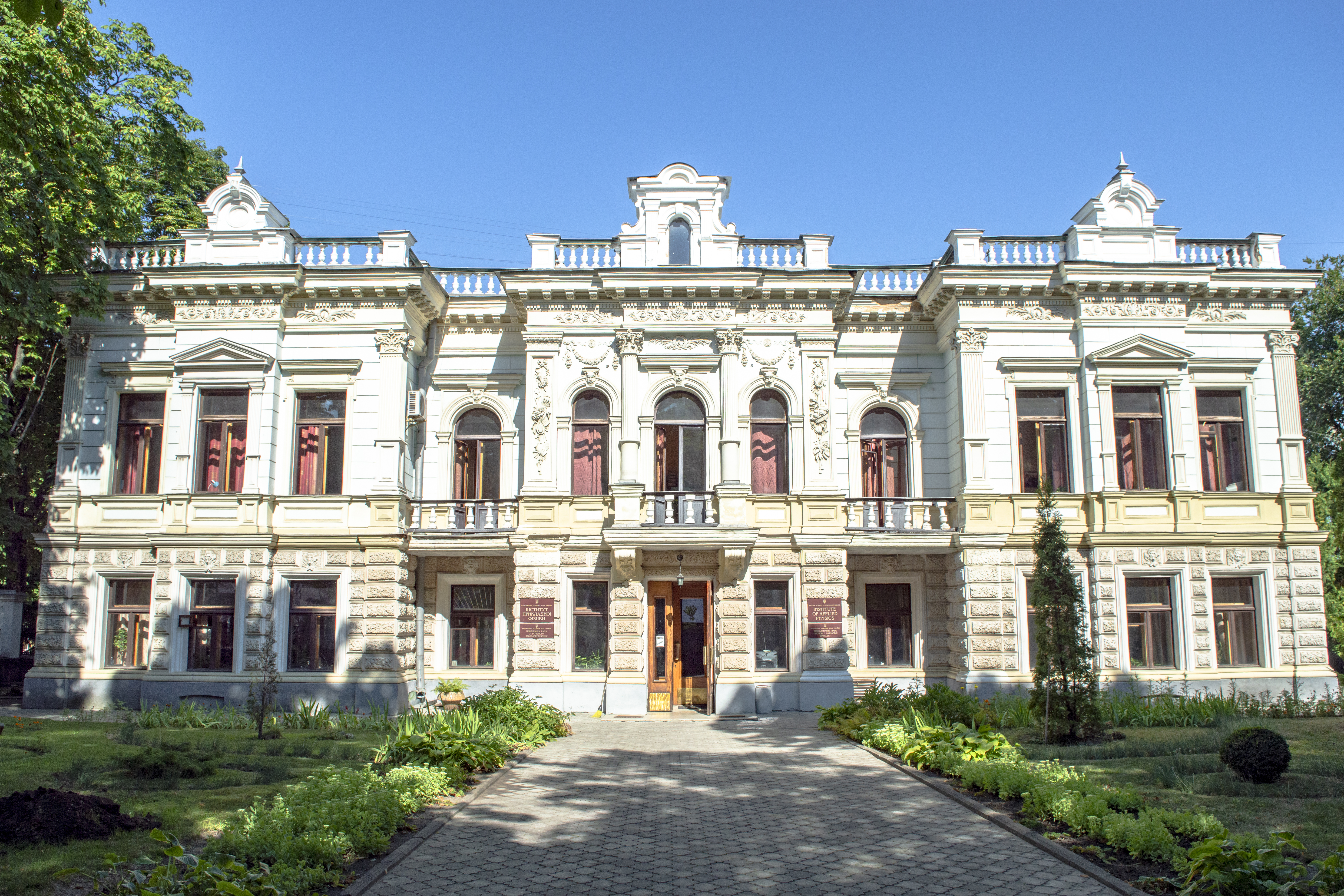
Сучасне фото колишньої садиби (2020)

Вулиця Петропавлівська в 1890-1900-х

Садиба Суханових-Сумовських, нині приміщення Інституту прикладної фізики НАН України (інша назва Садиба Суханова) — пам'ятка архітектури Сумщини, колишня садиба сумського підприємця-мецената Миколи Суханова. Потім будинок перейшов у власність до родини Сумовських. Зараз, з 1991 року тут розташовані Інститут прикладної фізики НАН України, служба Банківської Академії та один із підрозділів місцевого УМВС.
Споруда знаходиться за адресою: Суми, вул. Петропавлівська, 58.

## Опис
Двоповерховий будинок являє собою міні-палац. Перший поверх рустований під так звану «шубу». Другий зроблений за всіма канонами класичної архітектури: це й пілястри коринфського ордеру, і напівколони, і всіляка ліпнина декоративного характеру (гірлянди, рельєфні модульйони, віньєтки, картуші та рослинні орнаменти). Вікна будівлі мають у своєму оформленні сандрики та замки в арочних прорізях, у вигляді голови царя звірів-лева. Також над центральним входом виступає невеликий балкон (справа та зліва від нього міститься ще по дному балкону з балясинами).
Інший будинок, який входить до архітектурного ансамблю садиби, розташований на перетині вулиць Петропавлівської (кол. вул. Леніна) та Першотравневої. Ця одноповерхова будівля має карниз із ліпними кронштейнами; стінки розділені пілястрами та вікнами прямокутної форми. Будинок має підкреслений парадний вигляд.
Будівлі доповнюють одне одного в архітектурному сенсі та об'єднані металічною огорожею з відштукатуреними цегляними стовпами.

## Історія
На початку 1890-х років Микола Суханов розпочинає будівництво садиби для своєї родини. Будівля була закладена на розі Думської (нині Першотравнева) та Петропавлівської вулиць. Архітектурний ансамбль складався з двох споруд: конторського будинку та житлового. У 1895 році будівництво було завершено. Садиба оснащувалася за останнім словом техніки, включаючи електричне освітлення. Між центральною будівлею та конторою до нашого часу залишився підземний хід.
Пізніше садиба стала власністю знатної родини Сумовських. Син останньої власниці будинку, Оскар Гансен, встиг під час Першої світової війни сховати колекцію декоративно-вжиткового мистецтва, яка пізніше увійшла до зібрань Сумського художнього музею.
За радянських часів у колишній садибі розміщувався Міський комітет Компартії України (рос. Горком Компартии Украины).
З грудня 1991 в головному будинку розміщений Інститут прикладної фізики Академії наук України.
13 квітня 2025 року будівля була пошкоджена в наслідок ракетного удару Російської Федерації. Був пошкоджений фасад будівлі і вибиті вікна. Інтерʼєр також отримав пошкодження.